# District de Cachar
Le District de Cachar (en assamais : কাছাড় Kasaŗ, en bengali : কাছাড় Kachhaŗ, Sylheti: কাছাড় জেলা)  est un district de l'état d’Assam en Inde.

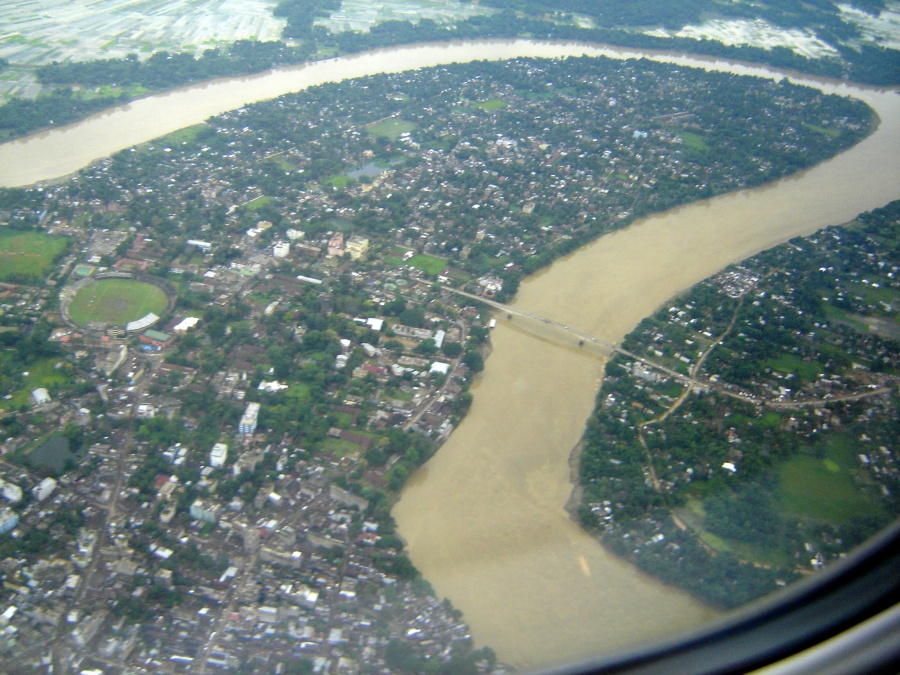
Vue aérienne de Cachar.

## Géographie
Il couvre une surface de 3 786 km2, et sa population est de 1 736 617 habitants en 2011.
Son chef-lieu est Silchar, l'ancienne Khaspour. C'est aujourd'hui une des plus importantes villes d’Assam et l'une des six à disposer d’un aéroport.
La langue officielle au Cachar est le bengali. 
Curieusement, bien que les États indiens soient constitués sur une base linguistique, le Cachar reste partie de l'Assam et n'a pas été rattaché au Tripura voisin, qui partage avec lui le bengali.